# Формула-1 — Гран-прі Росії 2021
Гран-прі Росії 2021 (офіційно Formula 1 VTB Russian Grand Prix 2021) — автоперегони чемпіонату світу Формули-1, які пройшли 26 вересня 2021 року на Автодромі Сочі в Сочі, Краснодарський край, Росія. Це п'ятнадцятий етап чемпіонату світу і восьме Гран-прі Росії в історії. Переможцем Гран-прі став Льюїс Гамільтон.

## Кваліфікація
| Поз.                     | No. | Пілот              | Конструктор               | Кваліфікаційний час | Кваліфікаційний час | Кваліфікаційний час | Старт |
| Поз.                     | No. | Пілот              | Конструктор               | Q1                  | Q2                  | Q3                  | Старт |
| ------------------------ | --- | ------------------ | ------------------------- | ------------------- | ------------------- | ------------------- | ----- |
| 1                        | 4   | Ландо Норріс       | McLaren-Mercedes          | 1:47.238            | 1:45.827            | 1:41.993            | 1     |
| 2                        | 55  | Карлос Сайнс мол.  | Ferrari                   | 1:47.924            | 1:46.521            | 1:42.510            | 2     |
| 3                        | 63  | Джордж Расселл     | Williams-Mercedes         | 1:48.303            | 1:46.435            | 1:42.983            | 3     |
| 4                        | 44  | Льюїс Гамільтон    | Mercedes                  | 1:45.992            | 1:45.129            | 1:44.050            | 4     |
| 5                        | 3   | Данієль Ріккардо   | McLaren-Mercedes          | 1:48.345            | 1:46.361            | 1:44.156            | 5     |
| 6                        | 14  | Фернандо Алонсо    | Alpine-Renault            | 1:47.877            | 1:45.514            | 1:44.204            | 6     |
| 7                        | 77  | Вальттері Боттас   | Mercedes                  | 1:46.396            | 1:45.306            | 1:44.710            | 161   |
| 8                        | 18  | Ленс Стролл        | Aston Martin-Mercedes     | 1:48.322            | 1:46.360            | 1:44.956            | 7     |
| 9                        | 11  | Серхіо Перес       | Red Bull Racing-Honda     | 1:46.455            | 1:45.834            | 1:45.337            | 8     |
| 10                       | 31  | Естебан Окон       | Alpine-Renault            | 1:48.099            | 1:46.070            | 1:45.865            | 9     |
| 11                       | 5   | Себастьян Феттель  | Aston Martin-Mercedes     | 1:47.205            | 1:46.573            | N/A                 | 10    |
| 12                       | 10  | П'єр Гаслі         | AlphaTauri-Honda          | 1:47.828            | 1:46.641            | N/A                 | 11    |
| 13                       | 22  | Юкі Цунода         | AlphaTauri-Honda          | 1:48.854            | 1:46.751            | N/A                 | 12    |
| 14                       | 6   | Ніколас Латіфі     | Williams-Mercedes         | 1:48.252            | без часу            | N/A                 | 182   |
| 15                       | 16  | Шарль Леклер       | Ferrari                   | 1:48.470            | без часу            | N/A                 | 193   |
| 16                       | 7   | Кімі Ряйкконен     | Alfa Romeo Racing-Ferrari | 1:49.586            | N/A                 | N/A                 | 13    |
| 17                       | 47  | Мік Шумахер        | Haas-Ferrari              | 1:49.830            | N/A                 | N/A                 | 14    |
| 18                       | 99  | Антоніо Джовінацці | Alfa Romeo Racing-Ferrari | 1:51.023            | N/A                 | N/A                 | 174   |
| 19                       | 9   | Нікіта Мазєпін     | Haas-Ferrari              | 1:53.764            | N/A                 | N/A                 | 15    |
| 20                       | 33  | Макс Ферстаппен    | Red Bull Racing-Honda     | без часу            | N/A                 | N/A                 | 205   |
| Правило 107 %: 1:53.4116 |     |                    |                           |                     |                     |                     |       |
| Джерела:                 |     |                    |                           |                     |                     |                     |       |

Примітки
- ↑  — Вальттері Боттас отримав штраф 15 стартових позицій через перевищення квоти на елементи силової установки.[4]
- ↑  — Ніколас Латіфі був змушений стартувати з останнього місця через перевищення квоти на елементи силової установки.[5]
- ↑  — Шарль Леклер був змушений стартувати з останнього місця через перевищення квоти на елементи силової установки.[6]
- ↑  — Антоніо Джовінацці отримав штраф 5 позицій на старті через незаплановану заміну коробки передач. Штраф було анульовано через штрафи отримані іншими пілотами. Внаслідок цього Джовінацці стартував на 1 позицію вище за кваліфікаційний результат.[7]
- ↑  — Макс Ферстаппен отримав штраф 3 позиції на старті через спричинення зіткнення минулої гонки. Потім був змушений стартувати з останнього місця через перевищення квоти на елементи силової установки. Ферстаппен відмовився встановлювати кваліфікаційний час через отримані штрафи.[8]
- ↑  — Правило 107 % не застосовувалось, так як кваліфікація відбувалася на мокрій трасі.[9]

## Перегони
| Поз.                                                                 | No. | Пілот              | Конструктор               | Кола | Час/Відставання          | Grid | Очки |
| -------------------------------------------------------------------- | --- | ------------------ | ------------------------- | ---- | ------------------------ | ---- | ---- |
| 1                                                                    | 44  | Льюїс Гамільтон    | Mercedes                  | 53   | 1:30:41.001              | 4    | 25   |
| 2                                                                    | 33  | Макс Ферстаппен    | Red Bull Racing-Honda     | 53   | +53.271                  | 20   | 18   |
| 3                                                                    | 55  | Карлос Сайнс мол.  | Ferrari                   | 53   | +1:02.475                | 2    | 15   |
| 4                                                                    | 3   | Данієль Ріккардо   | McLaren-Mercedes          | 53   | +1:05.607                | 5    | 12   |
| 5                                                                    | 77  | Вальттері Боттас   | Mercedes                  | 53   | +1:07.533                | 16   | 10   |
| 6                                                                    | 14  | Фернандо Алонсо    | Alpine-Renault            | 53   | +1:21.321                | 6    | 8    |
| 7                                                                    | 4   | Ландо Норріс       | McLaren-Mercedes          | 53   | +1:27.224                | 1    | 6+1  |
| 8                                                                    | 7   | Кімі Ряйкконен     | Alfa Romeo Racing-Ferrari | 53   | +1:28.955                | 13   | 4    |
| 9                                                                    | 11  | Серхіо Перес       | Red Bull Racing-Honda     | 53   | +1:30.076                | 8    | 2    |
| 10                                                                   | 63  | Джордж Расселл     | Williams-Mercedes         | 53   | +1:40.551                | 3    | 1    |
| 11                                                                   | 18  | Ленс Стролл        | Aston Martin-Mercedes     | 53   | +1:56.1981               | 7    |      |
| 12                                                                   | 5   | Себастьян Феттель  | Aston Martin-Mercedes     | 52   | +1 коло                  | 10   |      |
| 13                                                                   | 10  | П'єр Гаслі         | AlphaTauri-Honda          | 52   | +1 коло                  | 11   |      |
| 14                                                                   | 31  | Естебан Окон       | Alpine-Renault            | 52   | +1 коло                  | 9    |      |
| 15                                                                   | 16  | Шарль Леклер       | Ferrari                   | 52   | +1 коло                  | 19   |      |
| 16                                                                   | 99  | Антоніо Джовінацці | Alfa Romeo Racing-Ferrari | 52   | +1 коло                  | 17   |      |
| 17                                                                   | 22  | Юкі Цунода         | AlphaTauri-Honda          | 52   | +1 коло                  | 12   |      |
| 18                                                                   | 9   | Нікіта Мазєпін     | Haas-Ferrari              | 51   | +2 кола                  | 15   |      |
| 192                                                                  | 6   | Ніколас Латіфі     | Williams-Mercedes         | 47   | Пошкодження через аварію | 18   |      |
| Схід                                                                 | 47  | Мік Шумахер        | Haas-Ferrari              | 32   | Витік масла              | 14   |      |
| Найшвидше коло: Ландо Норріс (McLaren-Mercedes) – 1:37.423 (39 коло) |     |                    |                           |      |                          |      |      |
| Джерела:                                                             |     |                    |                           |      |                          |      |      |

Примітки
- ↑  – Ленс Стролл отримав штраф 10 секунд через зіткнення з П'єром Гаслі. Штраф не вплинув на його позицію в заліку гонки.
- ↑  – Ніколас Латіфі був класифікований, оскільки подолав понад 90 % дистанції.

## Положення в чемпіонаті після Гран-прі
|           | Поз. | Пілот            | Очки  |
| --------- | ---- | ---------------- | ----- |
| 1         | 1    | Льюїс Гамільтон  | 246.5 |
| 1         | 2    | Макс Ферстаппен  | 244.5 |
| Unchanged | 3    | Вальттері Боттас | 151   |
| Unchanged | 4    | Ландо Норріс     | 139   |
| Unchanged | 5    | Серхіо Перес     | 120   |
| Джерела:  |      |                  |       |

|           | Поз. | Конструктор           | Очки  |
| --------- | ---- | --------------------- | ----- |
| Unchanged | 1    | Mercedes              | 397.5 |
| Unchanged | 2    | Red Bull Racing-Honda | 364.5 |
| Unchanged | 3    | McLaren-Mercedes      | 234   |
| Unchanged | 4    | Ferrari               | 216.5 |
| Unchanged | 5    | Alpine-Renault        | 103   |
| Джерела:  |      |                       |       |

- Примітка: Тільки найвищі п'ять позицій вказані в обох заліках.

## Виноски
1. ↑  Микита Мазепін - росіянин, але він бере участь як нейтральний спортсмен, оскільки Спортивний арбітражний суд підтримав заборону брати участь у чемпіонатах світу Російській Федерації. Заборона була реалізована Світовим антидопінговим агентством у відповідь на спонсоровану державою програму допінгу російських спортсменів[en].